# Moskstraumen
Moskstraumen er en tidevandsstrøm mellem Moskenesøya i Moskenes kommune og øen Mosken i Værøy kommune i den sydligste del af øgruppen Lofoten.
Sundet har en dybde på mellem 40 og 60 meter og er mellem 7 og 8 kilometer bredt. Selve tidevandsstrømmen opstår som følge af at tidevandet flytter sig ind og ud mellem Norskehavet og Vestfjorden. Midt i mellem flod og ebbe dannes der strømhvirvler som følge af at strømmen skifter retning. Højdeforskellen på havfladen indenfor og udenfor kan blive optil 4 meter. Farten er blevet anslået til at kunne blive op til omkring 6 knob.

## Moskstraumen i historiske kilder
Moskstraumen er kendt som en af de kraftigste havstrømme i verden og har gennem historien blevet omtalt i forskellige litterære værker:
Fra år 700 og frem til Olaus Magnus' kort og bog i 1539 omtales en havhvirvle i nord hyppig i europæisk litteratur. Olaus Magnus var den første som giver denne havhvirvle en nøjagtig placering. Hans kort var det første detaljerede kort over Norden. Her placerede han havhvirvlen mellem øen Rost og øgruppen Lofoten.
Efter Olaus Magnus er Moskstraumen blevet omtalt i europæisk videnskab, i rejseskildringer og i litteraturen. Havhvirvlet, eller efterhånden malstrømmen, blev enten indtegnet eller indskrevet på europæiske kort til langt ind i det 18. århundrede.